# Rick Ross
Rick Ross, William Leonard Roberts, (Coahoma County, Mississippi, 28 de Janeiro de 1976), é um rapper norte-americano, (conhecido também com nome alternativo Rick Ro$$). Mora no norte de Miami em Dade County. Em 2006, lançou seu primeiro CD, Port of Miami, vendendo cerca de 722 mil, o que lhe trouxe muita fama e repercussão. Em 2009, Ross fundou a gravadora Maybach Music Group, onde lançou seus álbuns de estúdio Deeper Than Rap (2009), Teflon Don (2010), God Forgives,I Don't (2012) Mastermind (2014) Hood Billionaire (2014) e Black Market (2015). Ross também foi o primeiro artista assinou contrato com a empresa de gestão de Diddy, Ciroc Entertainment. Suas maiores inspirações são: Big Daddy Kane, 2Pac, Ice Cube, Notorious B.I.G., JT Money e Trick Daddy. Um de seus projetos paralelos, e que vem lhe trazendo um grande lucro é o site pornográfico IntheVIP.com.
Ross ganhou popularidade com canções sobre temas controversos, como o tráfico de drogas.
Ele explodiu na cena musical, quando seu single de estreia, "Hustlin", tornou-se uma espécie de hino rua. Seu álbum de estreia foi lançado em 2006, Port of Miami, estreou como número 1 no Top Albums Chart da Billboard. Ross passou a lançar mais três álbuns no topo das paradas, durante uma carreira coberta de controvérsia e problemas com a lei.

## Biografia
Seu nome, Rick Ross, foi criado a partir de ouvir histórias de um traficante de drogas chamado "Freeway" Rick Ross. Ironicamente, Ross trabalhou como oficial de condicional na Flórida por quase dois anos, mas a atração da música hip-hop e do estilo de vida luxuoso dos traficantes de drogas que ele viu em toda a sua juventude o levou em outra direção. Ele foi finalmente assinado com uma gravadora de rap independente do sul, Suave House Records. Ross depois, assinou um contrato com uma gravadora em Miami, Slip-N-Slide, onde lançou músicas com um de seus rappers favoritos, Trick Daddy. Nessa época, Ross fez uma turnê junto ao rapper Trick Daddy e a rapper Trina.
O primeiro single de Ross, "Hustlin", tornou-se um sucesso, devido à frase "Todo dia eu estou batalhando" repetida varias vezes durante a canção. O single foi certificado ouro, um feito impressionante para um novo artista. A canção provocou o interesse de varias gravadoras em contratar Ross. A gravadora Def Jam Records, na época dirigida pelo rapper Jay Z, ganhou a batalha para contratar Ross, a assinatura dele com uma gravadora foi altamente divulgada na época.
Ross estreou como número 1 na parada de álbuns da Billboard, com seu álbum de estréia, Port of Miami, em 2006. Seu segundo álbum, Trilla foi lançado em 2008, o nome do álbum é uma homenagem ao álbum, Thriller de Michael Jackson e também estreou como número 1. Com o seu sucesso, Ross se tornou, uma figura garantida, em polêmicas, tanto por suas atitudes, quanto por suas letras. Ele começou a colaborar com um grande número de artistas, incluindo Jay-Z, R. Kelly, Flo-Rida, Lil Wayne, Young Jeezy e varios outros.
Em Junho de 2015 'Rick Ross' foi detido após ser pego com maconha na Georgia, mas a situação foi muito mais grave, de acordo com o WCB-Atlanta, Ross foi acusado de sequestrar, agredir gravemente e assaltar um rapaz que realizou um serviço em sua nova mansão.
Sendo cúmplice no caso, o guarda-costas do rapper também foi acusado pelos mesmos crimes. Ainda não se sabe o que motivou Rick Ross a cometer essa série de delitos, mas fontes policiais informaram que ele e o tal serviçal entraram em discussão, o que resultou no rapper batendo com uma arma na sua cabeça.
O Gabinete do Xerife de Fayette County publicou o seguinte comunicado: "Em 7 de junho de 2015, o Gabinete do Xerife de Fayette County iniciou uma investigação sobre uma agressão que ocorreu em uma residência na Rodovia 279 em Fayetteville, Geórgia. O inquérito revelou William Roberts [nome verdadeiro de Rick Ross] e Nadrian James [guarda-costas do rapper] como suspeitos responsáveis pelo ataque. Em 24 de junho de 2015, os membros da Força-Tarefa Regional dos Policiais do Sudeste dos EUA executaram os mandados de prisão de William Roberts e James Nadrian. Eles foram presos em Fayetteville, na Geórgia, sem incidentes, como resultado desta investigação."
Ross foi solto após pagamento milionário de fiança de aproximadamente 2 milhões de dólares. Com a sua saída, imediatamente já lançou sua mixtape Black Dollar. O rap ostentação nunca foi tão bom, e Rick Ross nunca apresentou um trabalho tão cheio de alma.
Como Ross cresceu em popularidade e notoriedade da sua música misturada com letras que promovem atividades ilegais, a sua carreira fora da lei começou a ganhar a atenção do público também. Os contos constantes de tráfico de drogas que narrou em sua música foram desafiados em 2008, quando um site conhecido como The Smoking Gun, expôs Ross por ter trabalhado anteriormente como um oficial de penitenciário no sul da Flórida. Embora a sua credibilidade na rua tenha sido questionada, Ross continuou a fazer turnês e música. Ele criou sua própria gravadora, Maybach Music Group (distribuído pela Def Jam) e mais tarde foi assinado como o primeiro artista de Sean Combs para empresa de gestão de Ciroc Entertainment.
Tendo crescido em Miami, Ross é diz ser fortemente influenciado pelo show de televisão Miami Vice (1984-1989). Duas de suas marcas comerciais são, os óculos escuros,  e a voz rouca, que marcou o seu estilo de rap distintivo. Conhecido por ser excesso de peso, Ross teve um problema de saúde em 2011, quando a notícia sofreu uma convulsão durante um voo.
A perda de peso de Rick Ross vem sendo perceptível através de seus clipes e fotos postadas em sua conta do Instagram. O capitão da MMG foi ao programa Good Morning America para falar a razão e como ele conseguiu perder incríveis 90 kg em tão pouco tempo.
Segundo o rapper, ele decidiu fazer uma alteração em seu estilo de vida após ter sofrido duas convulsões dois anos antes. "Eu acordei com isso e estava tipo 'Uau, eu realmente preciso reavaliar o que estou fazendo" disse Ross.
Como parte de sua nova dieta, ele cortou o álcool e o seu querido refrigerante de pera, além de estar cuidando melhor de seu sono.
Algumas pessoas não curtiram essa mudança radical de visual, mas ele sabe que essa mudança é o melhor para ele. "Eu sinto que estou gordo para sempre. Eu vou ser sempre um menino gordo, mas definitivamente era apenas algo que eu tinha que fazer", disse Rick Ross.
Em relação às suas músicas, Ross disse o seguinte: "Minha música vem do meu coração e da minha mentalidade" disse ele, "Eu sentei aqui e absorvi uma grande entrevista. isso é algo que eu fiz pra mim e que eu posso colocar em uma música" completou Ross.

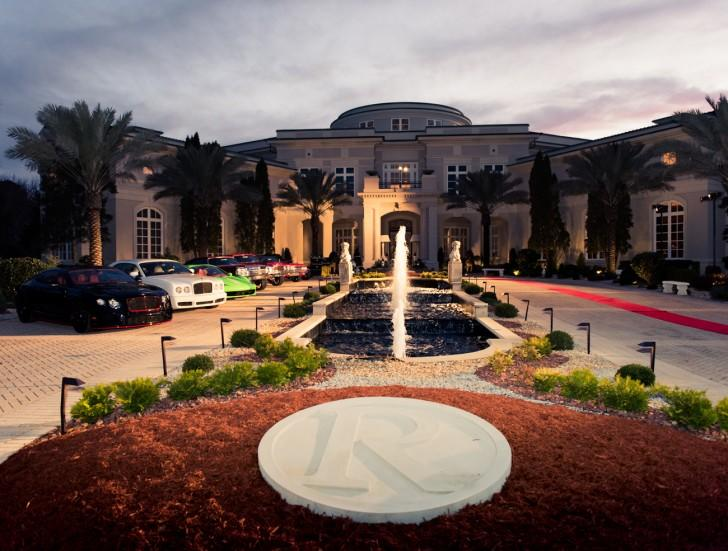
A mansão do Rick Ross

Em 2014, Rick Ross adquire a antiga mansão do ex-campeão mundial dos peso pesados, Evander Holyfield. Registrada como a ‘maior casa da Georgia’, a mansão de 109 quartos ocupa 105 acres, possui quadra de boliche e até um campo de baseball. O boxeador perdeu a mansão, depois que a casa foi penhorada e avaliada em 10 milhões de dólares, mas Rick Ross teria adquirido a residência por um valor de 7 a 8 milhões. Os custos com a manutenção chegam a 1 milhão de dólares anuais, sendo que os gastos com eletricidade custam 17 mil por mês.
Rick Ross descreve uma vida cheia de luxo e extravagâncias nos seus raps e ele realmente vive isso. Recentemente, a revista The Coveteur foi convidada a fazer uma visita na mansão de 109 cômodos do chefe da MMG na Geórgia, e eles divulgaram algumas imagens incríveis da sua propriedade. Uma coleção de carros importados, grandes obras de arte de renomados artistas, pista de boliche particular, roupas e acessórios de grife, coleções de Air Jordans, um portão com suas iniciais, muito mármore, entre outras coisas dão vida à mansão do Rick Ross.

## Discografia

### Álbuns
- 2006: Port of Miami
- 2008: Trilla
- 2009: Deeper Than Rap
- 2010: Teflon Don
- 2012: God Forgives, I Don't
- 2014: Mastermind
- 2014: Hood Billionaire
- 2015: Black Market
- 2017: Geechi Liberace
- 2017: Rather You Than Me

### Álbuns colaborativos
- 2023: Too Good To Be True (Com Meek Mill)

### Compilações
- 2007: Rise to Power

### Singles
- 2006 - "Hustlin'"
- 2006 - "Push It"
- 2007 - "Speedin'" (com R. Kelly)
- 2008 - "The Boss" (com T-Pain)
- 2008 - "Here I Am" (com Avery Storm e Nelly)
- 2009 - "Magnificent" (com John Legend)
- 2009 - "Maybach Music 2" (com Kanye West, T-Pain e Lil' Wayne)
- 2010 - "Super High" (com Wiz Khalifa e Currensy)
- 2010 - "B.M.F. (Blowin' Money Fast)" (com Styles P)
- 2010 - "Aston Martin Music" (com Drake e Chrisette Michele)
- 2011 - "Stay Schemin" (com Drake e French Montana)
- 2011 - "Diced Pineapples" (com Drake Gaudêncio Ndemuweda

### Participações
- 2002 - "Told Y'all" (Trina com Rick Ross)
- 2006 - "Holla at Me" (DJ Khaled com Lil Wayne, Paul Wall, Fat Joe, Rick Ross e Pitbull)
- 2006 - "Born-n-Raised" (DJ Khaled com Trick Daddy, Pitbull e Rick Ross)
- 2006 - "On Some Real Shit" (Daz Dillinger com Rick Ross)
- 2006- "Chevy Ridin' High" (Dr. Dre com Rick Ross)
- 2006 - "Know What I'm Doin'" (Birdman e Lil' Wayne com Rick Ross e T-Pain)
- 2007 - "We Takin' Over" (DJ Khaled com Akon, T.I., Rick Ross, Fat Joe, Birdman fx e Lil Wayne Franisco)
- 2007 - "I'm So Hood" (DJ Khaled com T-Pain, Trick Daddy, Rick Ross & Plies)
- 2007 - "100 Million" (Birdman com Rick Ross, Dr. Dre, Young Jeezy e Lil Wayne)
- 2008 - "Lights Get Low" (Freeway com Dre & Rick Ross)
- 2008 - "Cash Flow" (Ace Hood com Rick Ross e T-Pain)
- 2008 - "Out Here Grindin" (DJ Khaled com Akon, Rick Ross, Plies, Lil Boosie, Ace Hood e Trick Daddy)
- 2008 - "You're Everything" (Bun B com Rick Ross, David Banner e 8Ball)
- 2008 - "Hoje tem encontro" ( Hungria HipHop com Rick Ross )
- 2008 - "Beam Me Up" (Tay Dizm com T-Pain e Rick Ross)
- 2008 - "Curtain Call" (Nina Sky com Rick Ross)
- 2008 - "Hustlin' Time" (Fuego com Rick Ross)
- 2009 - "What It Is" (Gorilla Zoe com Rick Ross e Kollosus)
- 2009 - "Sun Come Up" (Glasses Malone com T-Pain, Rick Ross e Birdman)
- 2009 - "Champion" (Ace Hood com Rick Ross e Jazmine Sullivan)
- 2009 - "So Sharp" (Mack 10 com Jazze Pha, Rick Ross e Lil Wayne)
- 2009 - "Fed Up" (DJ Khaled com Usher, Young Jeezy, Rick Ross e Drake)
- 2010 - "Put Your Hands Up" (DJ Khaled com Young Jeezy, Schife, Rick Ross e Plies)
- 2010 - "All I Do Is Win" (DJ Khaled com T-Pain, Ludacris, Rick Ross e Snoop Dogg)
- 2010 - "Pullin' on Her Hair" (Marques Houston com Rick Ross)
- 2010 - "Rap Song" (T-Pain com Rick Ross)
- 2010 - "Pledge allegiance(T.I com Rick Ross)
- 2011 - "Anything To Find You" (Monica com Rick Ross e Lil Kim)
- 2012 - "Why?" (Mary J. Blige com Rick Ross)
- 2010 - "Monster" (Kanye West com Jay-Z, Rick Ross, Bon Iver e Nicki Minaj)
- 2010 - "Swagger Right" (RichGirl, Rick Ross e Fabolous)
- 2010 - "Living Better Now" (Jamie Foxx com Rick Ross)
- 2011 - "John" (Lil' Wayne) Com Rick Ross)
- 2011 - "Welcome To My Hood" (DJ Khaled com Rick Ross, T-Pain, Plies e Lil' Wayne)
- 2012 - "I Am Your Leader" (Nicki Minaj com Rick Ross e Cam'ron)
- 2012 - "Triumphant (Get' Em)" (Mariah Carey com Meek Mill)
- 2013 - "Buggati" (Ace Hood com Future e Rick Ross)
- 2013 - "Who Do We Think We Are" ( Com John Legend )
- 2013 - "Do What U Want Remix" (Lady Gaga Com R.Kelly)
- 2014 - "Worry No More" (com Jennifer Lopez)
- 2014 - "Take it slow" (Anselmo Ralph feat Rick Ross)
- 2014 - "New Flame" (Chris Brown e Usher)
- 2014 - "Insomniak" (Mac Miller com Rick Ross)
- 2016 - "Purple Lamborghini" (Skrillex e Rick Ross)
- 2017 - "Hungry" (Fergie e Rick Ross)

(Fx)